# Buchanania evrardii
Buchanania evrardii är en sumakväxtart som beskrevs av Tardieu. Buchanania evrardii ingår i släktet Buchanania och familjen sumakväxter. Inga underarter finns listade i Catalogue of Life.